# Грашево
Грашево е село в Южна България. То се намира в община Велинград, област Пазарджик. До 1966 г. селото се нарича Грашовски. Населението му е 1258 жители (1998).

## География
Разположено на около 14 км южно от Велинград в северния склон на Велийшко-Виденишки дял на Западните Родопи, на 3 км от Чепинска река и от пътната артерия на общината в посока север – юг: Велинград – Сърница. Попада в пояса с надморска височина над 1000 м. Преходно-континентален климат със средно – планински вариант. Преобладават кафяви планинско – горски (Cme) почви и рендзини (Lpk). В околностите е волфрамово находище „Грънчарица“.
Землището му заема площ от 75 762 дка – 9,43 % от територията на общината.
- Панорамна снимка на Грашево през пролетта
- Панорамна снимка на Грашево през есента
- Панорамна снимка на Грашево през зимата

## История
До 1900 г. е броено към Баня Чепино (днес квартал Чепино), осъвременено име с Указ 960 (обнародван 4 януари 1966 г.), признато от колиби за село с Указ 1521 (обнародван 24 октомври 1975), съгласно който: „Присъединява колиби Мечо корито към колиби Грашево, община Велинград и ги заличава от списъка на населените места. Признава колиби Грашево, за отделно населено място с наименование село Грашево“.
Съществува като населено място от 1666 г., а като кметство от 1945 г. (съставно село в кметството с. Мечо корито), присъединено 1975 г., махала Криваците). Има основно училище „Васил Левски“ (1925 г.) и читалище „Виделина“ (1946). Селото бързо нараства, значително обновен жилищен фонд, 270 жилища, 8,9 м на 1 ж. Има кметска сграда, здравна служба и ветеринарна лечебница (1987) (вече не съществува), културен дом (1984), ЦДГ (1985). За периода 1980 – 89 са построени още: смесен, хранителен, зеленчуков магазини; кафе – сладкарница, ресторант, водопровод и водоеми, електрифициране, пътища: от до разклона за Велинград, Грашево – Мечо Корито, нов жилищен квартал и др. Основен поминък – дърводобив в ДЛ „Чехльово“ и Велинград, животновъдство и растениевъдство (в ТКЗС, ДЗС, АПК Велинград до 1989 г.), килимарски цех с работещи 22 жени (1980) (нефункциониращ), отглеждане на картофи и фуражни култури, има условия за развитие на селски туризъм, поземлен фонд 733,8 хектара. Селскостопански – фуражни култури, картофи, многоотраслово животновъдство. Отдалечено от останалите села на общината. Електрифицирано, водоснабдено, с изградена канализация (за изграждането са използвани PVC тръби с диаметър – ф110 и дебелина на стената – 1,8 мм), с добри транспортни връзки с Велинград (с другите селища – с горски пътища), телеграфо-пощенски услуги, медицинско и търговско обслужване, със задоволителна осигуреност с училищна база, детска градина и незадоволителни комунално-битови услуги.
| Вид трайно ползване:        | Площ в декари |
| --------------------------- | ------------- |
| Обработваема земя           | 3410          |
| Ниви                        | 2398          |
| Естествени ливади           | 1012          |
| Пасища                      | 4904          |
| Държавен горски фонд        | 65994         |
| Фонд Населени места         | 434           |
| Транспортни територии       | 232           |
| Водни течения и водни площи | 78            |
| Обща площ:                  | 75765         |

| Година | 1910 г. | 1926 г. | 1934 г. | 1946 г. | 1956 г. | 1965 г. | 1998 г. |
| ------ | ------- | ------- | ------- | ------- | ------- | ------- | ------- |
| Жители | 225 д.  | 326 д.  | 433 д.  | 506 д.  | 888 д.  | 697 д.  | 1258 д. |

Село Старо Грашево е основано преди много векове. Няма писмени документи, но останките от материална култура доказват, че тук са живели траки. В музея във Велинград са прибрани за съхранение останки от керамични съдове, които се отнасят към времето на траките. Намерен е също и хромел (диал. ръчна мелница от два камъка; камък на ръчна мелница, воденичен камък), както и големи глинени кюпове за съхранение на зърнени храни. Един от старите жители и неговият брат откриват по време на оран глинено гърне, пълно с древни медни (вероятно византийски) монети. Районът на Старо Грашево е обект на иманярски набези. Един от жителите показва камъни, извадени от зидове на Старо Грашево, които е използвал за строеж на малката си къща. Това са дялани камъни от гранит и сиенит, дълги по метър и половина. Интересна находка е едно желязно кръстче, намерено от ученик през 1962 г. Това доказва, че там са живели хора преди 1666 г., когато се е извършило ислямизирането на населението в Западните Родопи. Възможно е тогава да е станало преселението на жителите в новото село Грашево. Но има и местно предание, че населението е избягало от чумата в 1828 г. При това се допълва с данни, че най-напред хората се заселили в ливадите „Бельовото“, но тук са били нападани и ограбвани от разбойници. Разказът се украсява с колоритни сцени – хората се потапяли в каците, които лете пълнели с вода, а зимно време – с кокозе (червени боровинки). Вероятно по тази причина грашовци са се установили на сегашната територия. Може би на този скалист гребен по-лесно са се отбранявали от разбойници. Споменът за чумата е запазен в поговорката „Ако аз съм чума, за вас няма ли шума“. След Освобождението двете селища – Грашево и Мече Корито са включени в община Баня (Велинград). Те са се управлявали от един кметски наместник със седалище Грашево. Това се е запазило, само че сега има кмет. Първият кметски наместник, чието име е запазено, е Мустафа Трончов (Дундьо) в 1925 г.
Географската среда е благоприятна за развитието на Грашево, но се е заселило в скалист гребен, надвиснал над Чепинска река, вместо да се засели на равното. И вода не е имало, а са я изнасяли на гръб с бъкли от Голямото дере, където е бил изкопан кладенец. Колкото до Мече Корито, местоположението му е хубаво и удобно, но и то се е покачило по склона, за да запази имотите си на равното. Всъщност и двете селища са разположени на наклонена равнина, заградена от три страни с гористи ридове – от север Исиливец с едноименен връх, а от юг – рид с няколко дяла, а именно Острово, Каваците, Гурдьово и Оплища. На запад ридовете се сливат в прегръдка. Важна климатична роля за Грашево играе масивът Сюткя (2186 м.), който се издига на изток от Чепинска река. От него се спускат ридовете Дълго бърдо, Студене и Крачановото. По първите два има както чепински, така и грашовски имоти и овчарски кошари. Интересни местности тук са Еленска поляна – развъдник на сърни и елени, Изгорелият пожар и Лагадинското. Сюткя предпазва двете селища от източните бурни ветрове и регулира валежите. Под Грашево текат подземни води, които водят началото си може би от Рила, но те излизат на повърхността чак при Гатера и Легоринец и са хванати във водопровода във Велинград. Жителите на кметство Грашево, след като водата от „Сивата вода“ се оказала недостатъчна, прокопават изкопи за водопровод, дълъг 17 км. Така те сами се снабдяват с вода. Наблизо са върховете Исиливец (1250 м), Малка Орловица (1180 м), Голяма Орловица (1351 м), и Янчова бръчина (1444 м). Между посочените върхове има горски пътища и пътеки, които водят към местностите Руньово, Легоринец, Гумнуша (Хармана). Други местности в двете селища са Полените, Бельовото и ливадите на Мече Корито. На Полените (Поляните) стават сборовете и тържествата в кметството, празниците и фестивалите.

## Религии
Населението на селото изповядва религията ислям в нейния сунитски облик. Поради този факт местното население бива наричано помаци или българомохамедани, чийто майчин език е българският. В селото има новопостроена джамия.

## Културни и природни забележителности
Интерес представлява местността Старо Грашево.

### Езикът на хората от Грашево
В Грашево се говори на български език, близък до западните диалекти. Запазени са някои старинни думи и форми във фонетиката, морфологията и лаксиката. В синтаксиса, т.е. в построяването на изреченията няма никакви отклонения от литературния български език. В нашите Родопи, назовавани Крайни Западни Родопи, са се оформили през столетията три диалекта (говора): Чепински, Бабечки и Разложки. Грашево стои по средата на тези говори, но е най-близо до Бабечкия говор с отделни елементи на другите два говора. Грашовския говор е почти еднакъв с говора на кметствата около Цветино и Света Петка (Кръстава, Бирково, Враненци, Пашово и др.).
Общобългарските нарицателни имена за лица и предмети се използват и тук. Такива са мъж, жена, дете, момче, момече (момиче), ерген, мома, небо (небе). Правилно се назовават частите на човешкото тяло: глава, нога (крак), рамо, рака (ръка), сърце, дроб и т.н. Общобългарски са и названията на географски обекти като планина, гора, река, извор, полена (поляна), скала, нива, както и животните – питомни и диви: куче, котка, вол, кон, крава, теле, вък (вълк), катерица и др. Названията на бита и оръдията на труда са същите, каквито са и в другите географски райони на страната ни. Подобно е и с имената на зърнените храни, плодовете и зеленчуците, както и с дървета, храсти и билки. Храните и гозбите също са с общонародни имена.
В Грашево хората познават не само онова, което ги обкръжава, но и неща, които са далеч от тях – храни, географски обекти. А са били без училище до 1925 г. Вижда се, че макар и неграмотни, те са получавали някаква информация от живота на другите хора.
Интересно е да се проследи развитието на два старобългарски звука в местния говор. По-възрастните хора помнят как са записвани „е двойно“ (ь) и „ъ широко“, известно с името голяма носовка. Първата се произнася като широко е – голем, бел, но в литературния език става „я“ – голям, бял. Спираме се на него защото според учените езиковеди така се е произнасял по времето на просветителите Кирил и Методий. Така се изговаря и в трите съседни диалекта. Колкото до другия звук – голяма носовка и неговата буква също е премахната и се отбелязва с буквите о, а, ъ и по-рядко у. Примери доб, даб, дъб, дуб. Така в Каменица се произнася доб, в Грашево – даб, в Батак – дъб, а в трън – дуб. Но това е една и съща дума, която в миналото се е изговаряла от всички българи – „донб“. По същия начин са се изговаряли и думите ъгъл, къща, гъба и др.
Друга особеност на грашовския говор е ударението на думите. То се поставя в някои думи на първата сричка за разлика от литературния език. Ето някои случаи: во’да, ре’ка, че’та, ме’та, пле’та, да про’чета, да ра’збера, да го и’зпия и др.
Заслужава си да се отбележи и една друга особеност, която не се среща в други говори. Глаголите тук окончават в трето лице единствено и множествено число на „-ея“, както и за сегашно време, така и за миналите времена. Ето следните примери: Не мога да помнея (Не мога да помня) – сегашно време.
Там разправея нещо важно (Там разправяха нещо важно) – минало несвършено време.
Те одия натам (Те ходиха натам).
Различия в сравнение с литературния език има и при употребата на някои частици. Така вместо частицата (да) за утвърждаване се използва „ба“, а за бъдеще вместо „ще“ частичката „ке“. Има и различия в използването на въпросителното местоимение „що“. Вместо него се употребява в Грашево „Шчо“, а в Мече Корито „шо“. Личното местоимение „аз“ тук се изговаря „я“.
В някои думи се изпуска звукът „х“. Това са думите леб (хляб), фащам (хващам), фали се (хвали се), ода (ходя), нарани се (нахрани се) и др. Другаде звукът „х“ се заменя с „ф“ – туфла вместо тухла. В една група думи се изпуска звукът „л“ – вък (вълк), въна (вълна), сънце (слънце), жът (жълт), а при други думи се премества звукът „р“ – кръви (кърви), връви (върви), трасим (търсим), пръди (пърди), връти (върти) и др.
В Грашево се променят кратките членни форми а, я в други – о, е, както и членната форма за множествено число за мъжки род: носо, воло, коне, воловето, конето вместо носа, вола, коня, воловете, конете.
В лексиката са запазени следните старинни думи: ужнина (закуска), рукам (викам), чувам (пазя), кривак (човек с по-къс крак), вуле, вулия (торба), кратушка, кръндак (пън), финтир (сърцевина на дърво), пе’ра (листа), разбой (стан), копан (дървен чук), подник (обор), комбаре (картофи), лаана (зеле), дибоко (дълбоко), дно (дъно), навалих (запалих), момече (момиче), оти (защо), тая се (мълча), врека (крещи).

## „Бялата“ врана
През горещите летни дни на 2010 г. жители на Грашево забелязват сред ято сиви врани чисто бяла врана.
- Снимка на „бялата“ врана (август 2010 г.)
- Снимка на „бялата“ врана (август 2010 г.)

## Редовни събития
- Традиционен събор на селото (на 24 май)
- Религиозните празници Рамазан и Курбан Байрам